# Cettia cetti
El cetia ruiseñor o ruiseñor bastardo (Cettia cetti) es una especie de ave paseriforme de la familia Cettiidae propia de Europa, el suroeste de Asia y el norte de África.

## Descripción
Se trata de un pequeño pajarillo que mide entre 13 y 14 cm de longitud y 15 y 19 cm de envergadura, con un peso que oscila entre los 12 y 18 g. No presenta dimorfismo sexual, por lo que tanto el macho como la hembra son iguales en cuanto a colorido y aspecto, mostrando ambos un discreto plumaje pardo. La diferenciación entre sexos está en el tamaño de las alas y cola, dado que mientras que el macho no presenta registros menores de 60 mm para la longitud alar, el tamaño de las alas de la hembra no sobrepasa los 55 mm, por lo que medir estas longitudes es una forma fácil de sexar al ruiseñor bastardo.
Muestra listas superciliares en forma de pequeñas rayas blanquecinas sobre los ojos, pico fino siendo la mandíbula superior grisácea y la inferior de castaño pardo, interior de la boca amarillento, patas de color rosáceo pardusco, iris pardo, descrito como marrón o sepia oscuro, cola ligeramente larga y redondeada compuesta por diez rectices o plumas, en lugar de doce como el resto de paseriformes.
El color base de su plumaje, desde la cabeza hasta la cola, es de un tono pardo rojizo, y el resto de los diferentes colores que presenta aparecen gradualmente sin estar claramente delimitados dando así un aspecto de cierta uniformidad, siendo la garganta y centro del vientre de color blancuzco, y el pecho y los flancos pardos, entre gris y castaño. 
Se observa un gran parecido con algunas especies de la misma familia pero de otros géneros, como por ejemplo con el carricero común (Acrocephalus scirpaceus), o con la buscarda unicolor (Locustella luscinioides), pudiendo ser confundidos si no son observados detenidamente o en la mano.

## Distribución y hábitat
El ruiseñor bastardo es un ave politípica con dos subespecies claramente reconocidas por la comunidad ornitóloga (C.c.cetti y C.c.orientalis) que se distribuye por Eurasia, aunque más concretamente es una especie circunmediterránea distribuida a lo largo de las zonas templadas de clima mediterráneo, y que ocupa todo el paleártico meridional, incluyendo por tanto el sur de Europa, noreste de África, Oriente próximo y parte de Asia occidental hasta Afganistán y Turquestán. Es decir, se extiende con latitud norte, entre los 30° y 53°, desde la Península ibérica hasta Palestina.
La subespecie nominal, cetti, cría en Europa desde la península ibérica hasta Rusia, en el noroeste de África, en el oeste de Turquía, y en Creta, mientras que la subespecie orientalis lo hace en Asia Menor, así como en el Cáucaso y hasta las costas septentrionales del mar Caspio.
A pesar de ser una especie perimediterránea, existen referencias de diversos ornitólogos que sitúan a esta especie fuera de la cuenca mediterránea, por lo que se suponen ciertas y puntuales expansiones poblacionales hacia el norte de Europa. Así, el ornitólogo inglés Eric Arthur Simms apuntó que el ruiseñor bastardo ocupó Bélgica en 1964, continuando su expansión en la década de 1970 hacia Gran Bretaña, Holanda, Alemania y Suiza, aunque datos posteriores apuntan la extinción de estas poblaciones debido a los crudos inviernos. No obstante, ya en 1997, Ward Hagemeijer y Michael Blair referencian la continuidad de la población del sur de Gran Bretaña, existiendo colonias de cettia cetti por ejemplo en Norfolk, sureste de Inglaterra, donde se encuentran altamente protegidos por la Royal Society for the Protection of Birds.
En España está presente la subespecie cetti, que se encuentra ampliamente distribuida por todas las  comunidades autónomas peninsulares, así como también en las Islas Baleares. No se ha citado en Canarias ni Melilla, por lo que se le supone ausente. En 2001, Jiménez y Navarrete la apuntan como especie rara en Ceuta.

### Movimientos migratorios
A pesar de que se le considera una especie básicamente sedentaria, el ruiseñor bastardo presenta cierta, aunque escasa, movilidad migratoria de distancias cortas, buscando climas más favorables y huyendo de los inviernos crudos. Estos movimientos dispersivos son llevados a cabo principalmente por ejemplares jóvenes y hembras, alcanzado lugares que se encuentran fuera del área de cría de la especie. Así por ejemplo, podremos encontrar durante el otoño a individuos migrantes en Formentera y Cabrera.

### Hábitat
Lógicamente, teniendo en cuenta su distribución mundial, esta especie (Cettia cetti) vive en ecosistemas de clima mediterráneo. Más concretamente, el ruiseñor bastardo se distribuye por diversos y similares tipos de hábitats, puesto que estos siempre están ligados a la proximidad del agua, ya sea en forma de cursos fluviales como arroyos y ríos, o también otros tipos de masas de agua, como lagunas y charcas. Durante la primavera prefiere espacios de vegetación ribereña densa junto al agua, ya sea el agua más o menos pura, como ocurre con algunas acequias. En otoño, puede alejarse aunque no demasiado de los cursos fluviales, siempre y cuando se trate de zonas con clima húmedo. Autores como Simms, Purroy o Tellería, apuntan claramente cómo por lo general este pequeño pájaro ocupa espacios con vegetación enmarañada, zonas de vegetación arbustiva densa como sotos, cañaverales y carrizales que aparecen en las diferentes orillas, así como también otras formaciones de zonas pantanosas. Muy raramente vive en terreno despejado. También puede ocupar fresnadas, zarzales, y regadíos. No se desarrolla en zonas montañosas, dado que básicamente no supera los 1000-1200 m de altitud.

## Dieta

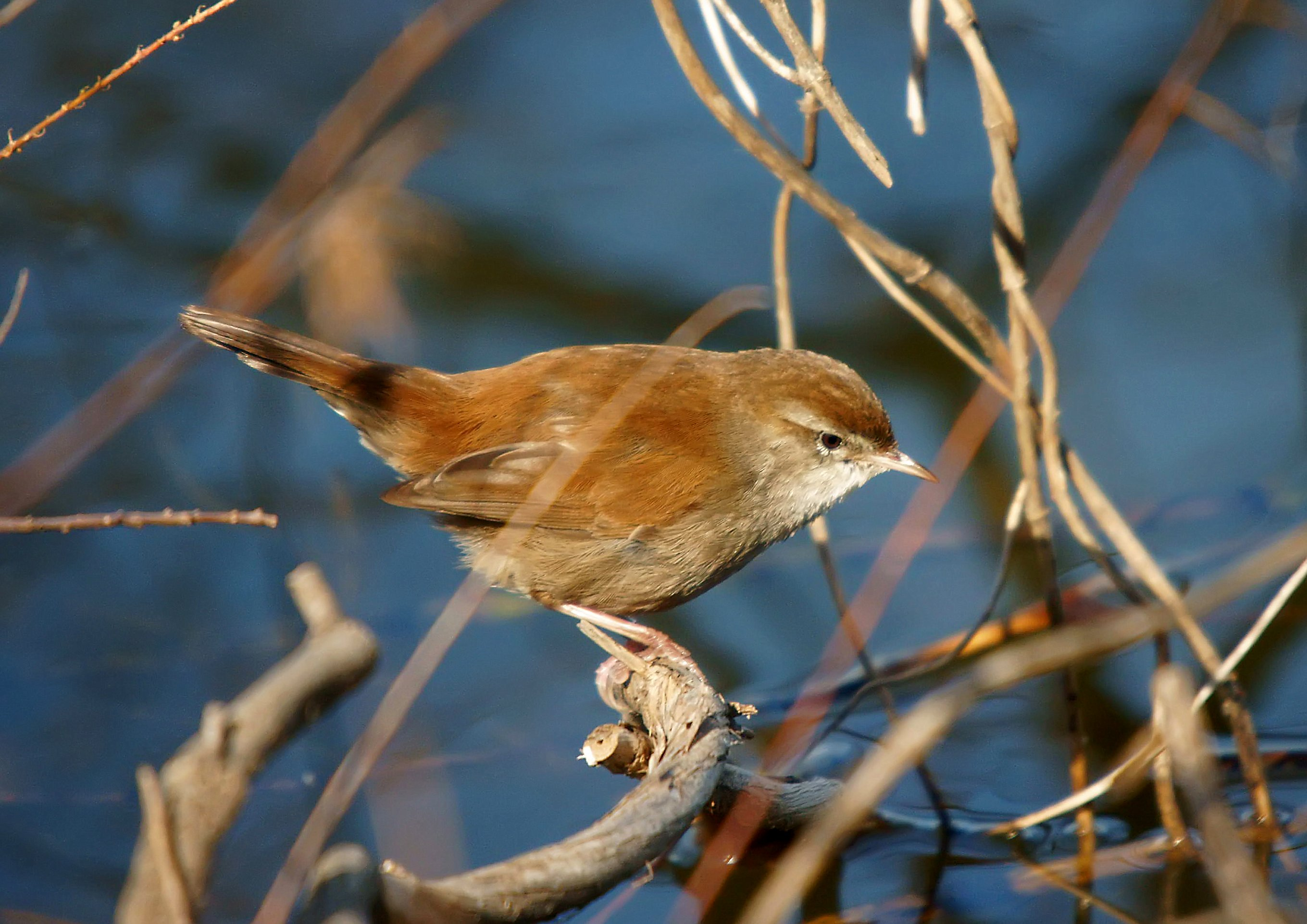
Ruiseñor bastardo - Cetti's Warbler - Cettia cetti, Viladecans, Cataluña.

Fundamentalmente insectívoro, se conoce que la alimentación del ruiseñor bastardo está compuesta  básicamente de insectos, larvas, arañas, gusanos, moluscos y semillas, teniendo en cuenta que no capturan insectos que presenten una cubierta quitinosa demasiado dura. Cazan moviéndose de manera inquieta de un lugar a otro entre la vegetación, encontrando su alimento tanto en el suelo como en las ramas y hojas. Cuando se dificulta la tarea de capturar insectos, generalmente en invierno, el ruiseñor bastardo complementa su dieta con semillas y, ocasionalmente, pequeños frutos silvestres.
Estudios realizados por José A. Hódar, Javier Molina e Ismael Camacho, en una localidad del sur de  España, contrastaron 24 presas, o especies diferentes, que supondrían las 2 terceras partes del total de las presas que ingieren, siendo éstas pertenecientes a los siguientes grupos taxonómicos: araneae, opiliones, hemiptera, neuroptera, carabidae, coleoptera y formicidae.

## Reproducción

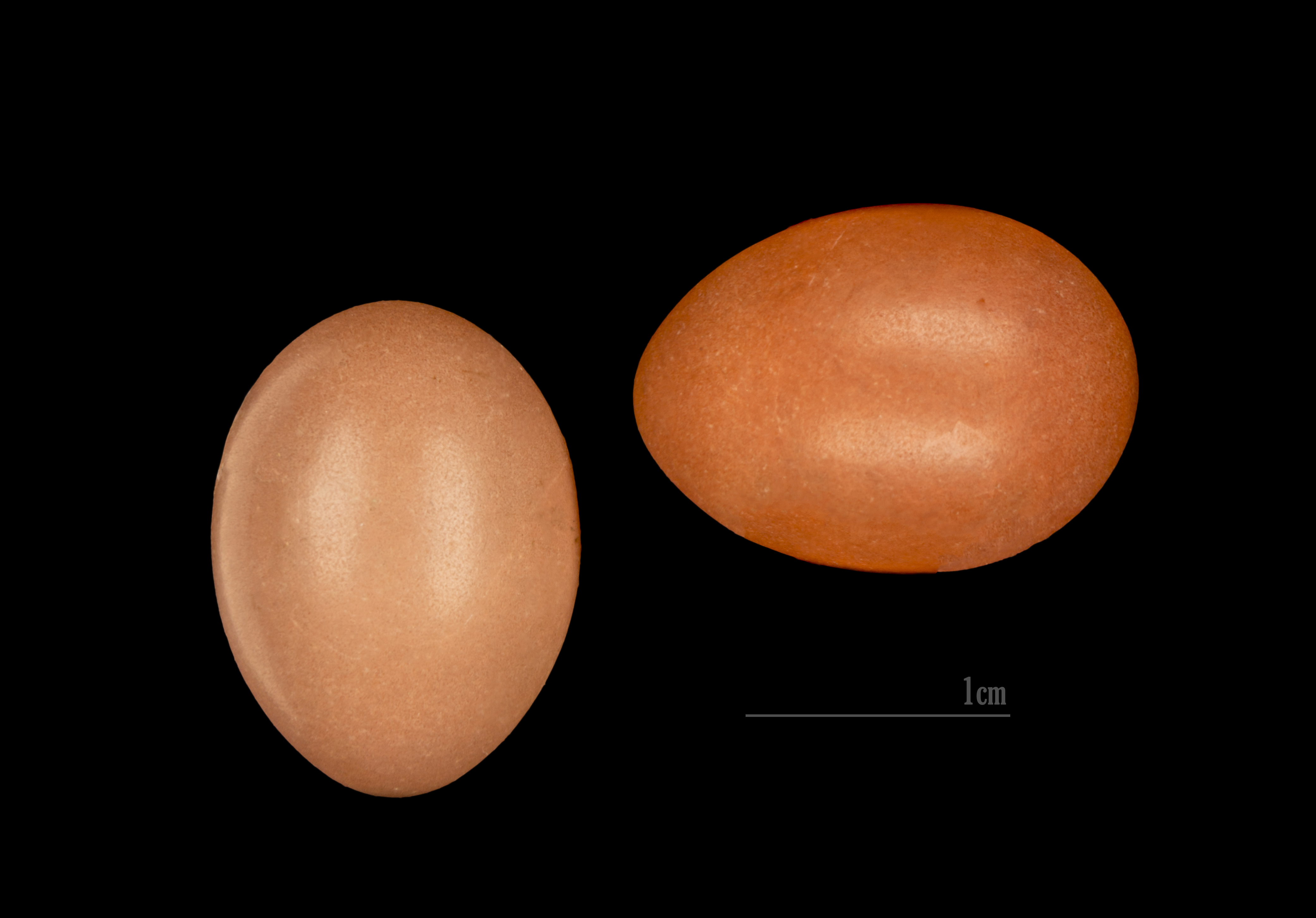
Huevos de Cettia cetti

Al año de edad, el ruiseñor bastardo ya está capacitado para realizar su primera reproducción, puesta y cría. La época de cría comienza en mayo, y la construcción del nido tiene lugar en el mes de abril, a mediados y sobre todo a finales de este mes, siendo la hembra la encargada de su elaboración. Los nidos son construidos en forma de cuenco profundo y de pequeño tamaño, elaborados a base de hierba fina y pequeña hojarasca, con un recubrimiento interior de pelos, plumón de sauce, crines, hierba muy fina, raicillas y alguna pluma. La mayoría de los nidos se construyen próximos a la orilla de riachuelos y cursos fluviales, a escasa altura o incluso en el suelo y entre vegetación espesa. No obstante, en marismas y otros lugares húmedos, a menudo pueden hallarse nidos a alturas de más de un metro sobre el suelo y no demasiado escondidos, como por ejemplo los construidos en carrizos, cañas y otro tipo de vegetación. 
Las puestas van de cuatro a cinco huevos, raramente tres debido tal vez a una puesta temprana o bien una segunda puesta. La media del tamaño de los huevos está en los 18 x 14 mm con un peso de 1'8 g. Según Jourdain (ornitólogo británico), con un muestreo de cien huevos obtenidos en España, el tamaño máximo hallado fue de 19'6 x 14'3 mm y el mínimo de 17,1 x 13,2 mm. El color de los huevos del ruiseñor bastardo puede describirse como un rojo ladrillo con matices que van desde tonos más rosas al pardo rojizo más oscuro. Según distintas fuentes, la incubación puede durar desde los doce días, hasta los catorce o incluso los diecisiete de máximo. Quien incuba es por lo general la hembra, ya que aunque el macho también lo haga, ella lo hace por un tiempo mucho mayor y, cuanto menos, siempre será esta la que esté en el nido durante la noche.
Tras la eclosión, también será la hembra la encargada de alimentar a los polluelos, que son altriciales y no abandonan el nido hasta los diez u once días, aunque si no son acechados por ningún peligro y todo va bien, pueden incluso permanecer hasta unos dieciséis días.

## Población y estado de conservación
El ruiseñor bastardo constituye una especie no endémica de considerable distribución a lo largo del mundo, y por tanto ostenta una importante población mundial. Según las estimaciones de Birdlife International para el 2009, la población de cettia cetti a lo largo de la totalidad de su área de distribución, podría ser de unos cinco millones a unos veinte millones ejemplares.
En cuanto a su estado de conservación, en el año 2009 y según Birdlife, la tendencia de la población global es la de ir en aumento, ya que no sólo aseguran que la especie no disminuirá con la suficiente rapidez como para bajar en más del 30% durante los próximos diez años (las tres próximas generaciones), sino que además, el tamaño de la población es tan grande que se prevé que, en caso de estimar un supuesto y continuo descenso de no más de diez mil ejemplares maduros al año durante diez años o tres generaciones, la población ni siquiera se reduciría en más de un 10%. Por todo esto, el ruiseñor bastardo se encuentra catalogado en la Lista Roja de la UICN (Unión Internacional para la Conservación de la Naturaleza) como una especie bajo preocupación menor o, lo que es lo mismo, de preocupación menor.
Según el Atlas de aves reproductoras elaborado por Ana Bermejo y que está basado en diversas fuentes datadas en diferentes aunque cercanas fechas, la población mínima en España de ruiseñor bastardo podría ser de unas noventa y siete mil cuarenta y tres parejas, teniendo en cuenta que faltaría la información del 21% de las cuadrículas donde se ha citado esta especie, por lo que la población bien podría superar las cien mil parejas. Este atlas apunta que la anterior estima (realizada en 1997 por Purroy) establecía una población nidificante de unas dieciocho mil a diecinueve mil parejas. No obstante, la información existente sobre el tamaño de su población no es suficiente; en ese mismo año (1997) se estimaron en Palencia diez mil parejas nidificantes por parte de Jubete, mientras que por su parte Román en 1996 estimó para Burgos más de diez mil parejas, datos que contradicen la estimación de Purroy. En España, la densidad máxima del ruiseñor bastardo es de 5'63 aves por cada 10 ha, registrada en sotos y carrizales. Al igual que en el resto de Europa, se piensa que en la península ibérica, la población de esta especie ha experimentado una importante expansión a lo largo del siglo XX al igual que incrementado su área de distribución. La población española parece por tanto ser estable  según BirdLife International/EBCC, 2000, aunque cabe citarse la detección de una ligera tendencia negativa acontecida entre los años 1996 y 2001 según resultados preliminares obtenidos por el programa SACRE en 2002 de la SEO/BirdLife.
En cuanto a su estado de conservación en España, el ruiseñor bastardo aparece en el Catálogo Nacional de Especies Amenazadas fechado el 5 de abril de 1990 y normalizado según el Real Decreto 439/1990 como una especie catalogada de Interés Especial. No así, en el Libro Rojo de los Vertebrados de España aparece desde 1992 como una especie No Amenazada.

### Amenazas y medidas de conservación
Las amenazas más lógicas para cualquier especie son la destrucción y degradación de su hábitat, y así ocurre también con el ruiseñor bastardo, por lo que los diversos factores de amenaza sobre su ecosistema pueden disminuir y disminuyen sus poblaciones. 
Jubete y también Purroy, en 1997 aseguran que en España localmente la destrucción de los bosques ribereños, como alisedas y mimbreras o cualquier tipo de
espesura en las márgenes, así como la limpieza del sotobosque, canalizaciones, o incendios incontrolados, suponen sus mayores factores de amenazas, así como también lo es el empleo de biocidas.
Además, un factor de amenaza sobre la especie son los inviernos rigurosos. En 1985, Simms publicó que para las poblaciones del ruiseñor bastardo las condiciones más duras y extremas del invierno, producen una gran mortalidad en la especie, aunque debido a la dispersión juvenil, no se impide la recolonización de las zonas afectadas con el cambio del clima.
Para evitar la disminución en sus poblaciones, algunas medidas o propuestas son el manejo y uso adecuado de las diferentes masas de agua, cursos fluviales, canales y acequias, así como la conservación de las riberas y de la vegetación arbustiva que separa cultivos y campos.

## Voz
Siendo el ruiseñor bastardo una especie discreta y huidiza que se refugia entre la vegetación, se puede decir que escuchar su canto constituye una forma muy común para identificarlo y averiguar su presencia. Puede ser escuchado desde la vegetación densa en cualquier momento del día y durante todas las estaciones del año, puesto que emite sus melodías incluso en los fríos días invernales, aunque lo haga con algo más de ímpetu, fuerza e insistencia en primavera. Existen referencias que aseguran haber escuchado al ruiseñor bastardo también durante la noche, añadiéndose que en estas circunstancias emite un canto en tono mucho más bajo aunque con las mismas notas que durante el día.
Su canto, que no dura más de tres segundos, es potente, explosivo, muy característico y a menudo insistente, por lo que resulta fácil de reconocer.
Algo más difícil resulta describir la melodía, que podría explicarse como un breve y repentino chiii que continua aceleradamente con una sucesión de 3 o 4 notas que suenan como chiqui-chiqui-chiqui o cuchí-cuchí-cuchí, presentando a veces leves variaciones algo más vibrantes.
Su voz de alarma emitida también durante todo el año y que lanza al sentirse amenazado, se describe como un seco y duro ¡¡teck!! que repite varias veces. Cuando notan presencias extrañas en su territorio, como lo es la del ser humano, los machos emiten un rápido y estridente sonido que suena como ¡uich-uich-uich-uich!.